# Neu! 4
Neu! 4 (o NEU! 4) un álbum de estudio de la banda alemana de krautrock Neu!. Este álbum es el resultado de una reunión del dúo (compuesto por Klaus Dinger y Michael Rother), y fue grabado entre octubre de 1985 y abril de 1986. Sin embargo, la reunión fracasó y el álbum nunca fue completado, pero fue lanzado en 1995 por el sello japonés Captain Trip, luego de que Dinger le entregara el producto de las grabaciones al mismo sin el permiso de Rother. Debido a esto, Dinger lo considera un lanzamiento "semi-oficial", y también admite no estar satisfecho con el material. El álbum no fue muy bien recibido por la crítica y los fanes del grupo (quienes en muchos casos no lo ven como un álbum "oficial"), y actualmente se encuentra fuera de impresión.

## Lista de temas
1. "Nazionale" - 3:11
2. "Crazy" - 3:15
3. "Flying Dutchman" - 3:56
4. "Schöne Welle (Nice Wave)" - 4:30
5. "Wave Naturelle" - 5:37
6. "Good Life (Random-Rough)" - 3:51
7. "'86 Commercial Trash" - 3:18
8. "Fly Dutch II" - 5:06
9. "Dänzing" - 5:08
10. "Quick Wave Machinelle" - 3:46
11. "Bush-Drum - 3:10
12. "La Bomba (Stop Apartheid World-Wide!)" - 5:59
13. "Good Life" - 3:42
14. "Elanoizan" - 3:24

## Personal
- Michael Rother - guitarra, sintetizador, bajo, voz, Fairlight, efectos electrónicos
- Klaus Dinger - voz, guitarra, OB8, batería, percusión
- Gigi - batería en "Fly Dutch II" y "Good Life"
- Konrad - bajo en "Fly Dutch II" y "Good Life"
- Jochen - voz en "La Bomba"
- Brigit - voz en "La Bomba"
- Michael Crund - ingeniero